# 约翰·理查德·戈特
约翰·理查德·戈特三世（英語：John Richard Gott III，1947年2月8日—），美国天体物理学家，普林斯顿大学教授，以其对时间旅行和末日论证的观点而知名。保罗·戴维斯的著作《时间机器制造方法》即是基于戈特提出的宇宙弦建造时间机器的理论。